# Nikki Havenaar
Nikki Havenaar (født 16. februar 1995) er en japansk professionel fodboldspiller.
Han har spillet for flere forskellige klubber i sin karriere, herunder Nagoya Grampus.